# Sabella (entreprise)
Pour les articles homonymes, voir Sabella.
Sabella est une entreprise qui conçoit, développe et fabrique des hydroliennes. 
Cette PME basée à Quimper, est fondée en 2008par quatre actionnaires : Hydrohélix Énergie (32,5 %), initiateur historique de la technologie, Sofresid Engineering (32,5 %), filiale de Saipem spécialisée dans l’industrie parapétrolière et gazière, In Vivo Environnement (25 %), bureau d’études en environnement marin et océanographie, et Dourmap (10 %), équipementier électrique. 
Sabella est le nom latin d’un ver marin tubicole (sabelle en français), dont la forme et les mouvements rappellent ceux d’une hydrolienne.

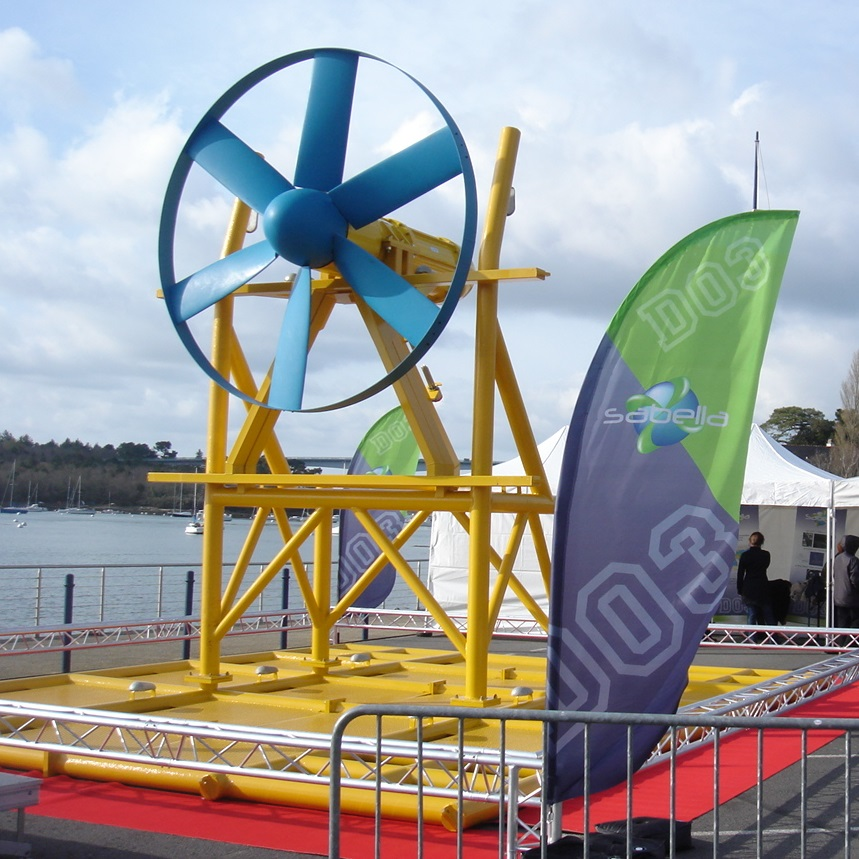
Baptême Sabella D03 à Bénodet

L’entreprise Sabella est placée en liquidation judiciaire le 19 janvier 2024 par le tribunal de commerce de Quimper .

## Historique
Le concept originel est imaginé en 1999. Il donne naissance en 2000 à la société Hydrohélix Énergies qui mène de nombreuses études.
La création du consortium Sabella est actée en 2007 par les actionnaires actuels. Un an plus tard, elle donne lieu à la société Sabella SAS. 
Le projet de développement technologique Sabella est labellisé par le pôle de compétitivité Pôle Mer Bretagne Atlantique dès 2005.
En 2008, Sabella met à l’eau la première hydrolienne sous-marine française, Sabella D03, à côté de Bénodet, à l’embouchure de l’Odet. L’expérience acquise et les résultats obtenus avec ce projet permettent à l’entreprise de réfléchir à une hydrolienne pré-industrielle à échelle 1, Sabella D10. P
En 2009, Sabella répond à l’Appel à Manifestation d’Intérêt de l’ADEME « Démonstrateurs Énergies Marines ». Sabella est lauréat de cet AMI en partenariat avec l’Ifremer, Veolia Environnement et Bureau Veritas, ce qui permet au projet d’être en partie financé par les Investissements d’Avenir. 
Entre 2013 et 2014, Sabella D10 est construite puis avant d'être assemblée sur le port de Brest au premier semestre 2015. En juin 2015, Cette hydrolienne est immergée dans le Passage du Fromveur, au large de Ouessant. Après un an de tests, la turbine est relevée le 13 juillet 2016.
Le 30 juin 2014, Sabella finalise une levée de fonds de 4,3 M€, ouvrant son capital à deux fonds d'investissement (Go Capital Amorçage et Emertec 5) ainsi qu'au Groupe CMI, à la Société Geofinanciere et au Groupe Farinia. Depuis, les sociétés BPI France et General Electric sont également devenues actionnaires de Sabella.
En 2016, Bpifrance entre dans le capital de l'entreprise, permettant ainsi une levée de 8 millions d'euros. 
En 2019, Sabella fait partie de la première promotion de l'Accélérateur Transition Énergétique lancé par l'Ademe et Bpifrance.
En Janvier 2021, GE Renewable entre au capital de Sabella à la suite du rachat par Sabella des brevets couvrant les technologies hydroliennes développées par General Electric, Alstom, Rolls Royce et Tidal Generation.
En décembre 2023, l’entreprise Entech, spécialisée dans la construction de système de production, basée à Quimper, rachète les actifs de Sabella et embauche les 19 salariés. 
En janvier 2024, l’entreprise est placée en liquidation judiciaire.

## La technologie
La technologie de Sabella est basée sur des principes de simplicité technologique et de rusticité, afin de lui conférer une plus grande fiabilité et un besoin de maintenance plus faible que des solutions concurrentes plus sophistiquées,.
Ses caractéristiques principales sont les suivantes :
- pales symétriques, qui permettent à la turbine de ne pas avoir à tourner de 180° en fonction du sens du courant induit par le flot et le jusant [15];
- modularité architecturale : l’hydrolienne Sabella est composée de deux parties. Un colis lourd posé au fond de l’eau assure l’ancrage et la stabilité de l’hydrolienne dans la direction du courant et est surmontée de la turbine elle-même qui est beaucoup plus légère, ce qui lui permet d’être facilement remplacée pour maintenance [15];
- génératrice à attaque directe et à aimants permanents, pour éviter tout élément mécanique complexe sujet à défaillance supplémentaire et à de la maintenance plus régulière (de type train épicycloïdal, multiplicateurs, charbons, balais, etc.) ;
- hydrolienne posée sur le fond, ce qui lui permet d’être invisible depuis la surface, de ne pas gêner la navigation professionnelle et de plaisance et d’être moins exposée aux chargements hydrodynamiques liés à la houle dans des profondeurs d’eaux intermédiaires[15].

## Sabella D03
Sabella D03 est un projet expérimental mené par le consortium Sabella avec le soutien des acteurs publics territoriaux et de l’ADEME, et avec le support technique de l’Ifremer. Il a consisté à concevoir, construire et tester un prototype d’hydrolienne à échelle 1/3. Celui-ci a été immergé à côté de Bénodet, dans l’estuaire de l’Odet, en avril 2008 pour une durée d’un an. Son rotor a un diamètre de 3 m, pour une puissance de 10 kW. De nombreux essais et mesures ont été réalisés, permettant notamment de démontrer son innocuité vis-à-vis de l’ichtyofaune et sa faible émergence acoustique.
Cette hydrolienne est aujourd’hui exposée sur le parvis d’Océanopolis à Brest, à titre d’objet pédagogique.

## Démonstrateur Sabella D10

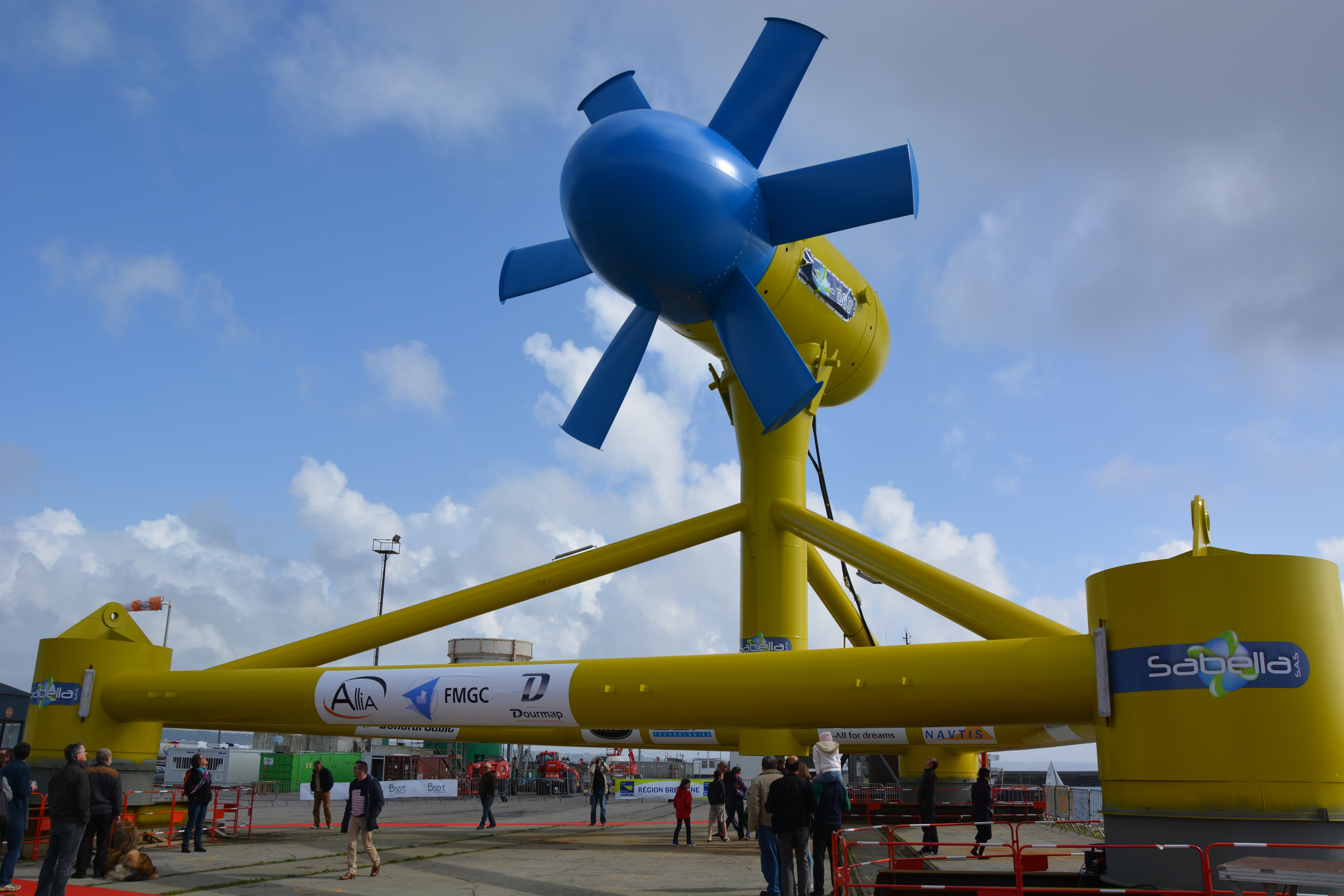
démonstrateur Sabella D10 visible sur le port de Brest en avril 2015 avant sa mise à l'eau

Le projet de démonstrateur, soutenu par l’ADEME via les Investissements d’Avenir, conduit à la mise en œuvre d’une hydrolienne à échelle industrielle d’un diamètre de 10 m pour une puissance de 1 MW. La construction de cette hydrolienne a débuté en juin 2012. Les pales sont en carbone et sont construites par CDK Technologies, chantier naval de construction de bateaux de course au large basé à Port-la-Forêt dans le Finistère.
Son immersion a été réalisée en 2015 dans le Passage du Fromveur, entre l’île d’Ouessant et l’archipel de Molène, par 55 m de profondeur. Elle a été raccordée au réseau électrique Enedis de Ouessant, ce qui en a fait la première hydrolienne raccordée au réseau électrique en France. Elle est restée en place pendant un an. L'année de test comprenait un suivi et une instrumentation poussée afin d’avoir des retours d’expérience sur la production, la performance, la résistance, l’impact environnemental, l’acceptation sociale…
Les partenaires de ce projet sont Veolia Environnement pour l’analyse de cycle de vie de l’hydrolienne, l’Ifremer pour l’acoustique sous-marine et le vieillissement des matériaux en milieu marin et Bureau Veritas pour la validation des études mécaniques et de la fabrication dans un objectif de certification future. Le Parc naturel marin d’Iroise étudie les impacts que peut produire l'installation de l'hydrolienne dans son périmètre .
En amont de l'installation, le Parc naturel marin d’Iroise s’était dit favorable à l’implantation d’une ferme pilote hydrolienne dans le Passage du Fromveur, tout en demandant « de privilégier les systèmes de pose en surélévation » afin de limiter l’emprise sur le fond mais aussi d’obéir à des procédures de mouillage et de navigation, de privilégier les zones sédimentaires pour l'enfouissement des câbles, et de ne mettre en place aucune station de transformation en mer.
En octobre 2015, des pirates informatiques ont attaqué le système de communication satellite de l'hydrolienne D10 testée à 55 mètres de profondeur en mer d'Iroise, bloquant la production d’électricité durant 15 jours. Ils ont crypté l’accès aux communications et demandé une rançon de 4 000 $ pour la clé de décryptage, sans résultats ; le terminal a été changé et des protections supplémentaires installées ,.
Après avoir été immergé pendant un de 2015 à 2016, l'hydrolienne Sabella est remonté afin de pouvoir améliorer le système. En octobre 2018, l'hydrolienne est replongée au même endroit (entre Molène et Ouessant) et mise en action. En Avril 2022, l'hydrolienne D10 est de nouveau immergée pour une troisième campagne d'essai. Elle est à ce moment la seule hydrolienne en fonctionnement dans le monde. Le projet est abandonné en 2023 mais repris par l'entreprise britannique Inyanga Marine Energy Group en octobre 2024.

### Impact environnemental et sociétal
De par la très faible vitesse de rotation de ses pales (10 à 15 tours par minute), l’hydrolienne présente peu de dangers pour la faune et la flore sous-marines[réf. nécessaire]. De plus, l’émission acoustique de Sabella D03 a été mesurée durant son année d’immersion dans l’Odet. Il a été démontré que l’impact pour la faune sous-marine (poissons, mammifères marins et crustacés) était très faible. Ces résultats sont à considérer avec prudence, car la signature varie d’une machine à l’autre et l’émergence acoustique sur un site est lié au bruit de fond de celui-ci (plus le courant est élevé, plus le bruit de fond est fort). Le Parc naturel marin d'Iroise a d'ailleurs souhaité que soit étudié le comportement des phoques aux alentours de l'hydrolienne . Enfin, l'hydrolienne Sabella est posée sur le fond et maintenue de manière gravitaire, aucun forage n'est donc réalisé dans le sol.
Sabella négocie un contrat pour six hydroliennes avec un développeur philippin, et espère ramener le coût de ses machines de 7  à   4 millions d'euros
En janvier 2013, un responsable du groupe des écologistes et indépendants d'Ouessant appelait à la mise en place « plus rapide » d'hydroliennes pour sécuriser l'alimentation électrique de l'île.

## Partenariats
En juin 2012, Sabella a signé un accord de partenariat avec Eole Génération, filiale de GDF SUEZ devenue depuis ENGIE Futures Énergies,. Ce partenariat entre l’énergéticien et le turbinier a pour objectif la valorisation énergétique du site du Fromveur, ainsi qu’une pré-qualification par l’énergéticien de la technologie Sabella pour une exploitation commerciale future des courants sur ce site.
Depuis 2016 Akuo s'associe à Sabella pour la construction d'une ferme pilote d'hydroliennes au large de côtes bretonnes.
En Juin 2021, Sabella signe un accord de partenariat avec la société écossaise Nova Innovation pour développer des projets hydroliens en France et au Royaume Uni.

## Eussabella
Un projet de ferme pilote dans le Passage du Fromveur, baptisé Eussabella, est à l’étude par Sabella. Celle-ci se composerait de quelques machines D12 et alimenterait l’île de Ouessant, non raccordée au réseau continental. Associée à un système de stockage de l’énergie, assurant la continuité de la fourniture électrique pendant les périodes de plus faible courant, et à d'autres formes d'énergies renouvelables, la ferme pilote permettrait de faire économiser à l’île tout ou partie de ses consommations de fioul, l’électricité y étant actuellement produite par quatre groupes électrogènes. Un appel à manifestations d'intérêt a été publié par l'ADEME le 1er octobre 2013 pour l'installation de telles fermes pilotes dans le Fromveur et au Raz Blanchard. Sabella a déposé un dossier de réponse en partenariat avec ENGIE pour l'installation d'une ferme pilote dans le Fromveur. Le dossier n'ayant pas été retenu, Sabella a de nouveau postulé pour un projet énergétique insulaire avec l'énergéticien français AKUO.
À plus long terme, Sabella souhaite développer des fermes hydroliennes commerciales, en particulier dans le Fromveur mais également ailleurs en France, en Europe et dans le monde.

## Autres technologies
En plus de ses hydroliennes sous-marines, Sabella développe différents concepts d’hydroliennes fluviales. Sa filiale canadienne « Sabella Energy Inc » a ainsi développé un pilote appelé « SR-01 » (Sabella River).
Un concept d’hydrolienne de sub-surface (flottante) est également à l’étude, avec une technologie du nom de Sequana[réf. nécessaire].